# Penan

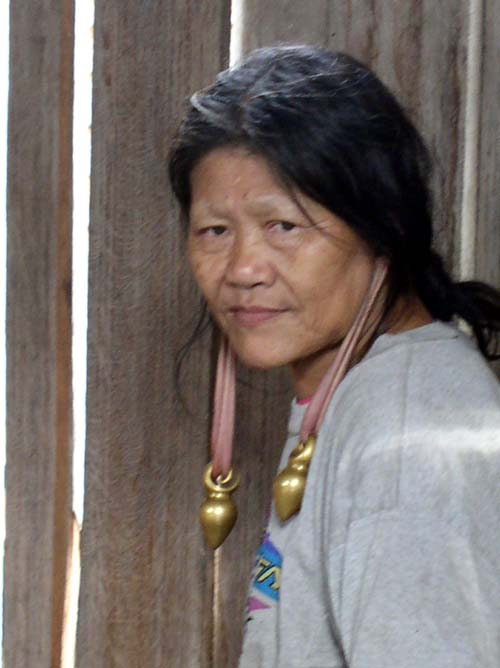
Mujer penan.

Los penan son un pueblo indígena nómada que vive en Sarawak y Brunéi. Es uno de los últimos pueblos indígenas de la zona. Los penan son conocidos por el “molong”, que significa nunca tomar más de lo necesario. Muchos penan eran nómadas que vivían de la caza y de la recolección hasta que después de la Segunda Guerra Mundial los misioneros hicieron que muchos de ellos se asentaran, mayoritariamente en el distrito de Ulu-Baram, pero también en el distrito de Limbang. Comen tanto plantas, que también utilizan como medicina, como animales, cuyos cueros, pieles, pelo y otras partes utilizan para confeccionar ropa y para protegerse. 

## Demografía
Los Penan están divididos en dos regiones claramente definidas: la región Oriental (este) y la Occidental (oeste). Los pobladores de ambas regiones consideran sus territorios como un bien común sobre el cual todos los miembros de una comunidad tienen derechos. Por lo tanto, la tala indiscriminada acarrea consecuencias debido principalmente a que los Penan obtienen sus medios de vida de sus bosques. En términos numéricos, los penan son unas 10 000 personas. Sólo unos 200 son nómadas. Se puede diferenciar entre los Penan del este, que residen alrededor de Miri, Baram, Limbang y Tutoh, y los penan del oeste, que residen en y alrededor del distrito de Belaga. Son considerados un pueblo indígena con un idioma distinto de otros pueblos indígenas vecinos como los Kenyah, Kayan, Murut o Kelabit. No obstante, censos del gobierno los califican más como Orang Ulu, que significa “pueblo de río arriba” y que incluye varios pueblos vecinos como los arriba mencionados. En términos generales están incluidos en el término dayak, que se refiere a todos los pueblos indígenas de Sarawake.

## Forma de vida
Hasta los años 50 las comunidades penan eran predominantemente nómadas. Desde los años 50 hasta hoy el Gobierno del estado y misionarios cristianos han lanzado programas sistemáticos para asentar a los penan en aldeas basadas en casas largas parecidas a las de otros pueblos indígenas de Sarawak. Los Penan poseen una estructura establecida de tenencia de la tierra y un sistema de gestión de recursos. Ellos utilizan el término molong que hace referencia a la conservación y a la gestión sostenible a largo plazo de sus recursos naturales de sus generalmente asociado a especies forestales o plantas medicinales de importancia ecológica, a los cuales consideran sagrados Algunos, especialmente las generaciones más jóvenes, ahora cultivan arroz y hortalizas, pero muchos dependen de alimentarse de sago (fécula de la palmera sago), de frutas del bosque y de la caza, que normalmente incluye el jabalí, muntíaco de la India, ciervo ratón y también serpientes (especialmente la pitón reticulada o kermanen), monos, pájaros, ranas, lagartos de monitor, caracoles e incluso insectos como chapulines. Como practican “molong”, ponen poca presión sobre el bosque: dependen del bosque y les suministra todo lo que necesitan. Son cazadores excepcionales que cazan su presa utilizando un “lepud” o cerbatana, hecha del árbol bilian (madera magnífica) y esculpida con una precisión increíble con la ayuda de taladro de hueso. La madera no está rajada como en otros sitios, de manera que el calibre tiene que ser preciso casi al milímetro, incluso con palos que miden 3 metros. Las flechas están hechas de la palmera sago y con puntas de látex venenoso, procedente de un árbol del bosque, que puede matar a un hombre en cuestión de minutos. Todo lo que cazan lo dividen, porque los penan tienen una sociedad muy tolerante, generosa e igualitaria, tanto que se dice que los penan nómadas no tienen una palabra para decir “gracias”, porque la ayuda se da por hecha, y por eso no hace falta tener la palabra “gracias”. No obstante, “jian kinin” se utiliza mucho en las comunidades asentadas. 
En Brunéi quedan muy pocos penan y su forma de vida está cambiando debido a la presión que les obliga a vivir en asentamientos permanentes y a adoptar la agricultura durante todo el año.

## La resistencia penan contra la deforestación en Sarawak
Los penan llamaron la atención nacional e internacional, cuando se resistieron a la tala en su tierra en las regiones de Baram, Limbang, Tutoh y Lawas de Sarawak. Tanto las comunidades de los penan asentados como las de los nómadas y seminómadas dependían y dependen de los productos forestales, y por eso les afectó mucho la tala a gran escala que invadió sus territorios ancestrales. La tala provocó la contaminación de las zonas de captación de agua por un desplazamiento de sedimento, la pérdida de muchas palmeras de sago, que es el hidrato de carbono básico de la alimentación de los penan, la escasez de jabalíes, ciervos y otra caza, la escasez de árboles frutales y plantas utilizadas para la medicina tradicional del bosque, la destrucción de sus lugares de entierro y la pérdida de ratán y otros productos forestales. Desde finales de los años 80 los penan y otros pueblos indígenas como los iban, kelabit y kayan (todos ellos llamados los dayak) han organizado bloqueos de carreteras con el fin de parar la tala en su tierra. En muchas zonas tuvieron éxito, pero mantener los esfuerzos fue difícil y resultaron en enfrentamientos a gran escala entre las comunidades indígenas y las empresas madereras, que tienen el apoyo del estado, de la policía y del ejército de Malasia. Las confrontaciones causaron varios muertos, muchos heridos y detenciones a gran escala entre los indígenas. Muchos de los detenidos denunciaron haber sido pegados y humillados mientras estaban detenidos. En 2001 IDEAL, una organización independiente de Sarawak, documentó estas alegaciones durante una misión de investigación con el título: “No desarrollo, sino robo.”
Los penan expusieron explícitamente sus necesidades delante del Gobierno del Estado de Sarawak de Abdul Taib Mahmud en la Declaración de Long Sayan de 2002. El conflicto entre los penan y el Gobierno del Estado de Sarawak ha continuado hasta hoy. Más recientemente, el 4 de abril de 2007 el bloqueo puesto por la comunidad de los penan de Long Benali fue desmantelado con fuerza por la Corporación Forestal de Sarawak (SFC), con el apoyo de una unidad especial de un cuerpo de policía supervisado por empleados de la Corporación Samling. El Consejo de Certificados Madereros de Malasia le había garantizado a la Corporación Samling concesiones de tala que incluían tierras ancestrales de los penan de Long Benali, y eso a pesar de sus peticiones continuas contra estas concesiones.

## Bruno Manser
Bruno Manser era un activista medioambiental y defensor de la causa de los penan durante su lucha en los años 90. Llamado lakei penan (hombre penan) por los penan, ayudó a los penan a comunicar su caso al mundo exterior, al principio escribiendo cartas al primer ministro, Abdul Taib Mahmud, y más tarde saliendo de Sarawak para informar al mundo exterior (especialmente a los países de Europa y Japón que importan madera) sobre la deforestación y los problemas sociales que ésta provoca en Sarawak. Más tarde realizó acciones que llamaron la atención pública como lanzarse en parapente sobre el césped del primer ministro, Abdul Taib Mahmud, y el intento de una huelga de hambre delante de las oficinas de las compañías navieras japonesas en Tokio. 
En 2000, Manser desapareció cuando volvió en secreto a Sarawak para reunirse con un grupo de penan. A pesar de las intensas investigaciones nunca se han encontrado su cuerpo y sus pertenencias. Surgieron teorías de un asesino por el Gobierno de Sarawak o compañías madereras (debido a una recompensa supuesta de 40.000 $US por su cabeza). Otros rumores hablan de suicidio después de años de llevar a cabo campañas sin éxito, o de que habría podido perderse en los bosques espesos y musgosos alrededor de Bukit Batu Lawi en las tierras altas de Kelabit, cerca de la frontera de Kalimantan. Sin embargo, Manser había vivido muchos años en esta región con los penan nómadas y por lo tanto tenía mucha experiencia.

## La tala hoy en día
La tala sigue dominando la política y la economía en Sarawak, y el Gobierno sigue persiguiendo la madera de la tierra ancestral de los penan. La tasa de deforestación de Malasia es la más alta del mundo tropical (142 km²/año), con una pérdida total de 14.860 km² desde 1990. Casi ha desaparecido la selva tropical de la tierra baja de Borneo, que es el hábitat primario de los penan, y que al mismo tiempo tiene los árboles más valiosos. 
“A pesar del tono pro-medioambiente del Gobierno (de Malasia), el Gobierno tiende a ponerse más de lado del desarrollo que de la conservación.” (Rhett A. Butler)
La tala a gran escala defendida por el Gobierno como medio de desarrollo económico ha sido cuestionada por ser insostenible, insensible a los derechos de los pueblos indígenas, destructiva para el medioambiente y basada en intereses egoístas, corrupción y nepotismo. Ejemplos prominentes de esto han salido a la luz por el hecho de que el exministro de medioambiente y turismo, Datuk James Wong, también era uno de los mayores concesionarios del estado. Más recientemente, el control fiscal japonés investiga el caso del mismo primer ministro, Abdul Taib Mahmud, por corrupción de más de 32 millones de RM pagados como soborno a su compañía en Hong Kong para facilitar los envíos de madera. Estas acusaciones no son nuevas, como afirma Malasia Today en 2005:
Ellos cuando talaban marcaban la zona para que el árbol creciera y después lo cortaran nuevamente
“Muchas veces existe una relación mutuamente beneficiosa entre empresas madereras y élites políticas, lo que significa la adquisición de gran riqueza privada para los dos partidos mediante soborno, corrupción y precio de transferencia, a costa del beneficio público a causa de la pérdida de ingresos y del pago de derechos, y a costa de los derechos sociales, medioambientales y de las comunidades indígenas… En muchos países, la entrega de concesiones y otras licencias para la tala, como resultado del patrocinio político, y no de una oferta competitiva y abierta, ha sido más la norma que la excepción.”

## El futuro de los penan
El futuro de los penan ha sido un tema controvertido desde que comenzó la confrontación entre los derechos indígenas y el uso de la tierra por el estado. Organizaciones no gubernamentales nacionales e internacionales han exigido la autodeterminación indígena y el respeto para los derechos humanos y los derechos a tierra según la convención nº 169 (1989) de la Organización Internacional del Trabajo de la ONU, que establece estándares internacionales para la implementación de los derechos indígenas. Malasia no ha ratificado la convención. No obstante, muchos políticos malayos han criticado a las ONG´s por meterse en asuntos nacionales de Malasia y las han acusado de intentar inhibir proyectos de desarrollo y de mantener a los penan sin desarrollo y sin asimilarse con el resto de la sociedad malasia. Muchos consideran la forma de vida de los penan incivilizada y anticuada. Un ejemplo de esta perspectiva es un poema frecuentemente recitado por el exministro de Medioambiente y Turismo, Datuk James Wong.
“O penan – Vagabundos del Árbol en la selva
Adónde el futuro os llevará?...
Quizás nos parezcáis desaventajados y pobres,
Pero qué más puede ofreceros la civilización?...
Mas aún la sociedad y limpia la conciencia
Podría mirar vuestra miseria con indiferencia,
Sobre todo ahora que la nación sacudió la dependencia
Sin aún levantar la mano que ayude a nuestro hermano?
En cambio permitirle subsistir con cerbatana y chawats [taparrabos]
Curiosidad antropológica de arte y naturaleza?
Ay, el destino al final es vuestra decisión, 
Seguid siendo lo mismo –  ¡o pasad el Rubicón!” 
Muchas organizaciones malasias han participado en el debate como Sahabat Alam Malasia (SAM) (http://surfover.com/sam/intro.html (enlace roto disponible en Internet Archive; véase el historial, la primera versión y la última).), Borneo Resource Institute (BRIMAS) (http://brimas.www1.50megs.com/)  y Rengah Sarawak (https://web.archive.org/web/20060106175137/http://www.rengah.c2o.org/). Estas organizaciones de base han apoyado los derechos indígenas y han acusado al Gobierno del estado de Sarawak de abandono repetido de los ciudadanos indígenas de Sarawak y de explotación de los recursos naturales. El partido de la oposición, Parti Keadilan Rakyat también ha hecho suyo el caso de la miseria de los pueblos indígenas, afirmando que están “viviendo una vida de desesperación silenciosa que de vez en cuando estalla en acciones que llaman la atención de la policía, sin hablar del resto de los malasios, que muchas veces no saben lo que significa vivir bajo la tiranía de la geografía.” Con la ayuda de tales ONG´s muchas comunidades han hecho propuestas para la demarcación de sus tierras ancestrales y han presentado reclamaciones en los juzgados de Sarawak con la esperanza de prevenir e impedir la tala ilegal de sus bosques. En 2001 lograron un precedente importante, cuando una aldea iban de Rumah Nor ganó un conflicto jurídico fundamental contra Borneo Pulp&Paper y el Gobierno de Sarawak por haber violado su Derecho Consuetudinario Nativo (NCR) o ley nativa tradicional de Indonesia. Hace poco Borneo Project (http://www.borneoproject.org) publicó la victoria en un documental corto, Rumah Nor (https://web.archive.org/web/20070630171932/http://www.borneoproject.org/article.php?id=628). El veredicto está amenazado por la apelación en el tribunal federal por parte del Gobierno del estado y de Borneo Pulp&Paper. Sin embargo, ahora 19 comunidades penan han trazado su NCR y cuatro han comenzado un litigio, y en otros territorios donde está pendiente el litigio, la tala ha parado más o menos. Por eso las acciones indígenas han cambiado de bloqueos humanos de las carreteras de tala a un otorgamiento de poderes por el sistema político y legal y la publicidad internacional.

## La lengua penan
La lengua penan pertenece a la rama malayo-polinesia de la familia lingüística austronésica. Forma un grupo propio dentro de la rama de Borneo de las lenguas borneo-filipinas. Se supone que está emparentada con las lenguas kenyah y posiblemente muestra algunas evidencias de un sustrato no austronésico que pudieran tener el origen en el tipo de lengua de Orang Asli. Desde el punto de vista lingüístico la lengua penan es interesante, ya que tiene 6 palabras para niveles distintos de expresar “nosotros” según la extensión del grupo descrito dentro de la sociedad. Además no tienen una palabra para decir “gracias” o para describir el estatus de un animal domesticado. Esto aporta un buen ejemplo a la discusión del problema de sujeto-objeto en la filosofía y su relación con la lengua y el poder. 